# Кубок світу з біатлону 2011—2012 — етап 2
Другий етап  Кубка світу з біатлону 2011–12 відбувся в Гохфільцені, Австрія, з 9 по 11 грудня 2011.

## Гонки
Розклад гонок наведено нижче
| Дата      | Час       | Гонка                             |
| --------- | --------- | --------------------------------- |
| 9 грудня  | 10:30 CET | Чоловіки, спринт 10 км            |
| 9 грудня  | 14:30 CET | Жінки, спринт 7,5 км              |
| 10 грудня | 11:00 CET | Чоловіки, переслідування, 12,5 км |
| 10 грудня | 14:00 CET | Жінки, переслідування, 10 км      |
| 11 грудня | 10:30 CET | Чоловіки, естафета 4 x 7,5 км     |
| 11 грудня | 14:30 CET | Жінки, естафета 4 x 6 км          |

## Чоловіки

### Спринт
У Гохфільцені шведський біатлоніст Карл Юхан Бергман скористався перевагою, яку йому дав старт в числі перших стартових груп, і здобув другу перемогу в спринті за сезон на етапі Кубка світу. Бергман прийшов на фініш з результатом 24:41,9, через 9,2 з фінішував росіянин Андрій Маковєєв, а через 19,6 с - швейцарець Бенджамін Вегер. 
Варто відзначити те, що трійка призерів стартувала в числі перших: у Бергманна був 16-й стартовий номер, у Маковєєва - 15-й, у Вегера - 36-й. Траси були замерзлими, на них можна було розвинути найбільшу швидкість саме після старту о 10:30 (CET). Більшість лідерів стартували в ранніх стартових групах, за винятком норвежців Свендсен і Бо. Після стрільби лежачи Бергман був шостим, але в міру подальшої участі почав просуватися вперед, і на наступному вогневому рубежі, перед стрільбою стоячи, поступався тільки Маковєєву всього лише на вісім десятих секунди. На позначці 9 км Бергман уже випередив свого суперника на 2,6 с. Він продовжував нарощувати відрив на останньому кілометрі дистанції і спокійно фінішував, здобувши третє золото у своїй кар'єрі.
Четверте місце зайняв норвежець Еміль Хегле Свендсен з одним промахом і відставанням 21,5 с. П'ятим став росіянин Євген Устюгов з одним промахом і відставанням 21,9 с. Шосте місце дісталося закрив усі мішені Тар'єю Бо з Норвегії з відставанням 30,4 с.
Українська чоловіча збірна, вже на другому етапі поспіль, показує незадовільні результати, тільки Сергій Семенов, який показав 37 час, зумів потрапив до залікової зони. Ми продовжуємо боротися лише за 10-ю рядок у Кубку націй.

### Гонка переслідування
Сьогодні на етапі Кубка світу в австрійському Гохфільцені норвежець Еміль Хегле Свендсен обійшов свого товариша по команді Тар'єя Бо в боротьбі за золото в чоловічому пасьюті. Незважаючи на два своїх промахи проти одного у Бо, Свендсен зумів вирвати перемогу, випередивши суперника на одну десяту секунди і фінішувавши з результатом 33:09,1. Третім на фініш прийшов швейцарець Бенжамін Вегер з одним промахом і відставанням в 4,9 с. Четверте місце дісталося переможцеві спринту шведу Карл Юхан Бергману з двома промахами і результатом на 13,3 с гірше часу лідера. П'ятим став норвежець Уле-Ейнар Б'єрндален з одним промахом і відставанням в 17,1 с, а шостим - австрієць Даніель Мезотіч, що закрив усі мішені і відстав від лідера на 19,3 с.
З самого старту гонки Бергман, тісно переслідуваний кількома спортсменами, очолив біатлонний пелотон на першому колі. На першому вогневому рубежі при стрільбі лежачи він промахнувся один раз і поступився лідерством росіянину Маковєєву. Андрій не закрив чотири мішені на другому вогневому рубежі, що не дозволило йому утримати лідируючу позицію. Гонку очолив Бо, який на третьому вогневому рубежі при стрільбі стоячи швидко вразив чотири мішені, але не зумів закрити п'яту. Вегер ж пройшов цей вогневий рубіж без промахів і вийшов зі стрільбища першим. На останньому вогневому рубежі всі мішені закрили Бо, Свендсен і Бергман, які покинули стрільбищі з різницею в 9 секунд. На останніх 900 метрах дистанції Вегер, Бо і Свенсен йшли з відставанням один від одного не більше однієї секунди, що віщувало бурхливий фініш. За 500 метрів до фінішу два норвежця вирвалися вперед, залишивши позаду Вегера. На виході з тунелю за 200 метрів до фінішної межі Свендсен порівнявся з Бо і зумів зайняти зручніший коридор для фінішу. Свендсен прийшов першим, Бо відстав від нього на частки секунди, а Вегер став третім.
За повідомленням норвезької каналу NRK, перемога Свендсен стала десятою поспіль перемогою норвежців у гонці переслідування. До цього пасьют шість разів вигравав Бьорндален, два рази Свендсен і один раз Бо.
У збірній Україні на старт вийшли два спортсмени. Сергій Семенов зміг покращити свій результат після спринтерської гонки і набрав чергові очки в загальний залік кубка світу. А от у Сергія Седнєва гонка не задалася. Незважаючи на непогану стрільбу, ходом Сергій тільки втратив позиції.

### Естафета
11 грудня в Гохфільцині стартувала перша в цьому сезоні естафета. На перший вогневий рубіж з різницею в 16 секунд прийшли відразу 16 команд, а під час першої передачі естафети німці, росіяни і шведи йшли практично нарівні. На другому етапі естафети французи змогли надолужити згаяне завдяки бездоганній стрільбі Симона Фуркада, але на момент передачі естафети його випередили швед Б'єрн Феррі і росіянин Андрій Маковєєв. На третьому етапі естафети на сцену вийшли зірки біатлону, які виправдали покладені на них сподівання. Для того щоб закрити всі мішені на «стійці», росіянину Євгену Устюгову знадобився один додатковий патрон, що дозволило французу Алексі Бефу скоротити своє відставання від нього до двох секунд, а Емілю Хегле Свендсену - до п'яти. Шведи відставали від лідера на 25 секунд, а австрійцю Домініку Ландертінгеру вдалося витягнути Австрію на п'яте місце з відставанням в 40 секунд. На момент останньої передачі естафети Устюгову вдалося зберегти незначний відрив від Свендсена і Бефа - менше ніж на одну секунду, а Ландертінгер обігнав шведа Магнуса Юнссон і скоротив відставання Австрії до 38 секунд.
Останній етап естафети ознаменувався боротьбою норвежця Тар'єя Бо, француза Мартена Фуркад, росіянина Дмитра Малишка та шведа Карла Юхана Бергмана. Бо швидко закрив усі мішені на першій стрільбі і першим вийшов зі стрільбища, забезпечивши собі солідну перевагу в 19 і 24 секунди від Малишка і Фуркада відповідно. На «стійці» норвежець став колишнім чудовим Бо, яким ми його знали по минулому сезону: він швидко закрив усі мішені, переконливо закріпивши свою заявку на перемогу. Росія і Франція забезпечили собі попадання на подіум, але між Малишком і Фуркадом розгорнулася справжня боротьба за друге місце. Фуркад не зміг здолати росіянина, і Росія взяла верх над Францією. Шведи завершили естафету четвертими (+43,7 с, сім додаткових патронів), австрійці - п'ятими (+58,9 с, п'ять додаткових патронів), німці - шостими (+1:18,7 с, один штрафне коло, десять додаткових патронів).
Збірна України виступила в свою силу, стрілянина у всіх спортсменів, крім Сергія Седнева була дуже хорошою. Але два штрафних кола не дозволили нашій команді поборотися за більш високу позицію. В цілому, наші хлопці показали, що вони можуть боротися і за вищі місця, якщо не буде збоїв на вогневих рубежах.

### Призери
| Гонка:                                                                | Золото:                                                            | Час                                           | Срібло:                                                          | Час                                                       | Бронза:                                                 | Час                                                       |
| Спринт 10 км Протокол [Архівовано 5 вересня 2012 у WebCite]           | Карл Юхан Бергман Швеція                                           | 24:41.9 (0+0)                                 | Андрій Маковєєв Росія                                            | 24:51.1 (0+0)                                             | Беньямін Веґер Швейцарія                                | 24:51.1 (0+0)                                             |
| Переслідування 12,5 км Протокол [Архівовано 5 вересня 2012 у WebCite] | Еміль Хегле Свендсен Норвегія                                      | 33:09.0 (1+0+1+0)                             | Тар'єй Бо Норвегія                                               | 33:09.1 (0+0+1+0)                                         | Беньямін Веґер Швейцарія                                | 33:13.9 (1+0+0+0)                                         |
| Естафета, 4х7,5 км Протокол [Архівовано 5 вересня 2012 у WebCite]     | Норвегія Руне Братсвеен Ларс Бергер Еміль Хегле Свендсен Тар'єй Бо | 1:14:52.9 (0+1) (0+3) (0+0) (1+3) (0+0) (0+0) | Росія Антон Шипулін Андрій Маковєєв Євген Устюгов Дмитро Малишко | 1:15:06.8 (0+0) (0+0) (0+0) (0+1) (0+1) (0+1) (0+2) (0+0) | Франція Венсан Же Сімон Фуркад Алексі Беф Мартен Фуркад | 1:15:23.9 (0+0) (0+2) (0+0) (0+0) (0+1) (0+0) (0+2) (0+1) |

## Жінки

### Спринт
Сьогодні вдень в австрійському Гохфільцені на етапі Кубка світу німкеня Магдалена Нойнер виграла другий спринт за сезон, пройшовши вогневі рубежі без промахів. Результат Нойнер на дистанції 7,5 км - 19:43,2. Загалом Нойнер  контролювала всю гонку від старту до фінішу, відставши лише після стрільби лежачи, але ненабагато - лише на 1,3 с. Швидка стрільба стоячи без промахів допомогла їй знову очолити гонку. Після цього вогневого рубежу жодна з суперниць не змогла впритул до неї наблизитися. Допустивши один промах при стрільбі лежачи, Мякяряйнен вирішила не ризикувати при стрільбі стоячи, що принесло свої результати. Хоча вона намагалася наздогнати Нойнер на лижні, їй вдалося відіграти лише одну секунду на останньому колі дистанції. Драматургію гонці надала Ольга Зайцева, яка після стрільби стоячи займала восьме місце, але буквально пролетіла останнє коло і на фініші пересунулася на третє місце. Четвертою стала шведка Гелена Екгольм, яка, незважаючи на чисту стрільбу, відстала від Нойнер на 23,4 с. Представниця Білорусі Дарія Домрачева посіла п'яте місце, допустивши два промахи і відставши від Хелени Екхольм всього лише на 1,6 с. І, нарешті, шосте місце виборола Анастасія Кузьміна зі Словаччини, яка не закрила дві мішені і відстала від лідера на 27,7 с.
У збірній Україні шанси на високе місце були у Валі Семеренко. Але, в черговий раз, її підвела стрільба з положення стоячи, допустивши два промахи вона змогла посісти лише 22 місце. Окрім Валі до залікової зони  потрапила і її сестра. Віта які і Валя двічі не потрапила по мішеням, однак показивши не високу швидкість вона змогла посісти лише 40 місце.

### Гонка переслідування
Сьогодні в Гохфільцені в жіночій гонці переслідування Дарія Домрачева з Білорусі зуміла подолати 55-секундний розрив і в захоплюючій боротьбі пересунулася з п'ятого місця після третього вогневого рубежу на перше місце на фініші. Результат білоруської спортсменки - 29:34,4 і два промахи. Друге місце, відставши від Домрачовій на три десятих секунди, посіла Ольга Зайцева з одним промахом. Німкеня Магдалена Нойнер фінішувала третьою на 3,1 з пізніше, вона не закрила дві мішені. Четвертою стала ще одна представниця Німеччини Андреа Генкель, яка, до речі,  відзначила 10 грудня свій 34-ий день народження. Вона допустила один промах і відстала від лідера на 23,1 с. П'яте і шосте місце посіли колеги Зайцевої по команді Ганна Богалій-Титовець та Ольга Вілухіна з відставанням 47,2 с і 1:09,8 відповідно. Богалій-Титовець закрила всі мішені, а Вілухіна допустила один промах.
Варто зазначити, що Нойнер зберігала лідерство впродовж всієї гонки аж до четвертого вогневого рубежу. Її відрив від найближчих переслідувачок - Ольги Зайцевої і Ольги Вілухіної - становив більше 25 секунд. Дарія Домрачева не відставала від групи лідерів до третього вогневого рубежу, де не закрила дві мішені на «стійці», після чого розрив між ними збільшився. На останньому вогневому рубежі Нойнер допустила два промахи, Домрачева закрила всі мішені, а Зайцева промахнулася один раз. Домрачева і Нойнер буквально пліч-о-пліч вийшли на останнє двометрове коло дистанції. Зайцева скорочувала розрив, і на позначці 200 метрів до фінішу Нойнер виявилася вже третьою. Домрачева фінішувала першою, а Нойнер, яку обігнала Зайцева, залишилася на третьому місці.
У збірній Україні на старт сьогодні вийшли тільки 2 спортсменки, решта відпочинуть перед завтрашньою естафетною гонкою. На жаль, стрільба у наших спортсменок не пішла. Попри це, і Валя Семеренко та Наталія Бурдига добре відпрацювали на лижні, і отримали чергові очки в загальний залік кубка світу.

### Естафета
Сьогодні в Гохфільцині проходила перша естафета сезону. На першому етапі естафети лідирувала французька команда в особі Марі-Лор Брюне. Вона пройшла вогневі рубежі без промахів і першою передала естафету. Другою була Польща з відставанням в 6,1 секунди, а на третьому місці завдяки добре пройденого Анастасією Кузьміною першому етапу йшла команда Словаччини. На момент другої передачі естафети лідирувала вже Україна: Віта Семеренко швидко закрила мішені на «стійці» і вийшла вперед. Словаччина залишалася на другому місці, а Франція змістилася вниз на третє місце, так як Анаїс Бескон знадобилися додаткові патрони на «стійці». Четверте місце стабільно протягом першого і другого етапу утримувала Італія з відставанням у 16,1 секунди. Норвегія неухильно пробивала собі шлях нагору, прорив вдався третьому номеру норвежок - Сіннове Солемдаль, яка завдяки швидкому бігу і влучній стрільбі змогла очолити гонку після стрільби стоячи, збільшивши відрив від Франції до 5,9 секунд. Росіянки в особі Ганни Богалій-Титовець пересунулися на третє місце, але на той момент відставали від лідера більш ніж на півхвилини.
При останній передачі естафети Тора Бергер пішла першою, відірвавшись від Марі Дорен Абер на 17,8 секунди. Росіянка Ольга Зайцева, в свою чергу, відстала від француженки на 21 секунду. Після стрільби лежачи положення трьох провідних спортсменок практично не змінилося, хоча посилилася драматургія гонки: Зайцева змогла відіграти у француженки 7 секунд. На останньому вогневому рубежі при стрільбі стоячи Бергер знадобилося два додаткових патрона, в той час як Дорен Абер відразу закрила всі мішені. Вони вийшли зі стадіону пліч-о-пліч. Зайцева швидко закрила всі мішені без використання додаткових патронів, але її відставання все ще становило більше 20 секунд.
Однак Тора Берегер,переконливо взявши верх над француженкою Марі Дорен Абер на останніх кілометрах дистанції, все ж таки принесла перемогу своїй команді в сьогоднішній естафеті. Результат норвежок - 1:07:13,3, для перемоги їм знадобилося 10 додаткових патронів. Таким чином, сьогодні Норвегія стала абсолютним переможцем в естафеті, оскільки чоловіча четвірка піднялася на перше місце всього лише кілька годин тому. Франція відстала на 13,6 с, використавши всього лише три додаткових патрони, а росіянки показали результат +29,4 секунди з шістьма додатковими патронами. Четверте місце дісталося Польщі (+1:28,2, чотири додаткових патрона). Представниці Білорусі піднялися на п'яту сходинку завдяки потужному виступу Дарії Домрачевій на останньому етапі (+2:07,5 і вісім запасних патронів). Стараннями Магдалени Нойнер німецька команда опинилася на шостому місці (+2:21,9 і тринадцять додаткових патронів). Збірній України дісталася восьма сходинка.

### Призери
| Гонка:                                                               | Золото:                                                       | Час                                           | Срібло:                                                 | Час                                           | Бронза:                                                                       | Час                               |
| Спринт, 7,5 км Протокол [Архівовано 5 вересня 2012 у WebCite]        | Магдалена Нойнер Німеччина                                    | 21:09.2 (0+0)                                 | Кайса Мякяряйнен Фінляндія                              | 21:24.1 (1+0)                                 | Ольга Зайцева Росія                                                           | 21:31.9 (1+0)                     |
| Переслідування, 10 км Протокол [Архівовано 5 вересня 2012 у WebCite] | Дарія Домрачова Білорусь                                      | 29:34.4 (1+0+1+0)                             | Ольга Зайцева Росія                                     | 29:34.7 (0+0+0+1)                             | Магдалена Нойнер Німеччина                                                    | 29:37.5 (0+0+0+2)                 |
| Естафета, 4х6 км Протокол [Архівовано 5 вересня 2012 у WebCite]      | Норвегія Фанні Горн Еліс Рінген Сіннове Солемдаль Тура Бергер | 1:07:13.3 (0+1) (0+2) (0+3) (0+0) (0+0) (0+0) | Франція Марі Лор Брюне Анаїс Бескон Софі Буаї Марі Абер | 1:07:26.9 (0+0) (0+0) (0+1) (0+2) (0+0) (0+0) | Росія Світлана Слєпцова Наталія Сорокіна Ганна Богалій-Титовець Ольга Зайцева | 1:07:42.7 (0+3) (0+0) (0+0) (0+0) |

## Досягнення
Найкращий виступ за кар'єру
| - Андрій Маковєєв (RUS), 2 місце в спринті - Флоріан Граф (GER), 7 місце в спринті - Томас Каукенас (LTU), 47 місце в спринті - Мирослав Кенанов (BUL), 49 місце в спринті - Роландс Пузуліс (LAT), 95 місце в спринті - Самуель Пулідо Серрано (ESP), 104 місце в спринті - Тимофій Лапшин (RUS), 18 місце в переслідуванні | - Еліс Рінген (NOR), 10 місце в спринті - Лор Сулі (AND), 27 місце в спринті - Марін Болльє (FRA), 35 місце в спринті - Бенте Ландхейм (NOR), 44 місце в спринті і 27 місце в переслідуванні - Галина Вишневська (KAZ), 83 місце в спринті |

Перша гонка в Кубку світу
| - Дмитро Малишко (RUS), 10 місце в спринті - Тимофій Лапшин (RUS), 23 місце в спринті | - Каролін Геннеке (GER), 25 місце в спринті - Алексія Рунгальд'єр (ITA), 61 місце в спринті |